# Coleophora magyarica
Coleophora magyarica — вид лускокрилих комах родини чохликових молей (Coleophoridae).

## Поширення
Вид поширений в Словаччині, Угорщині, Україні, Росії та Середній Азії. Живе у посушливих та напівпосушливих біотопах.

## Спосіб життя
Метелики літають у серпні. Гусениці живляться генеративними органами Camphorosma monspeliaca та Kochia prostrata.